# Markus Scherer
Markus Scherer (* 20. června 1962 Ludwigshafen, Západní Německo) je německý zápasník, reprezentant v zápase řecko-římském. V roce 1984 vybojoval na olympijských hrách v Los Angeles stříbrnou medaili ve váhové kategorii do 48 kg, na hrách v Soulu o čtyři roky později skončil ve stejné kategorii na 6. místě. Je držitelem stříbrné medaile z mistrovství světa z roku 1983 a zlaté z mistrovství Evropy z roku 1989.